# Auguste Ferrant
Auguste Alphonse Constant Amand Ferrant (Wervik, 4 januari 1847 - Ronse, 25 mei 1939) was een Belgisch volksvertegenwoordiger.

## Levensloop
Ferrant was een arts een textielondernemer en zoon van Louis Joseph Ferrant (1813-1871), gerechtsdeurwaarder in Wervik, en Amelie Vandenkerkhove (1820-1899), handelaarster in Wervik. Geboren te Wervik als vierde in een gezin met tien kinderen. Hij trouwde met Justine Braeckman (1860-1944) te Temse op 19 november 1877. Kleindochter van voormalig burgemeester van Temse, Jozef Braeckman (1803-1894).
In 1870 werd hij vrijwilliger in de gezondheidszorg dienstverlening van het Franse leger.
Na 1888 kreeg hij een Medische Eer vanwege zijn wetenschappelijke studies, De l'emploi des soustractions sanguines (Werking van bloed aftrekkingen). Zijn werk werd in een 153 bladzijden boek gepubliceerd bij uitgever Hayez.
Gegradueerde in de letteren, werd hij in 1898 katholiek volksvertegenwoordiger voor het arrondissement Oudenaarde en vervulde dit mandaat voor slechts één termijn, tot in 1900.
Hij werd ook plaatsvervangend vrederechter.
Zijn fabriek, een mechanisch weverij (vroeger fabriek van Verlinden frères) was gelegen tussen de Kruisstraat en Langehaag te Ronse, nu Prinsenhof zorghotel.
Hij was een broer van Belgisch politicus Paul Ferrant (1853-1912).
Olifantstraat gelegen tussen Ephrem De Malanderplein en IJzerstraat te Ronse werd hernoemd naar Joseph Ferrantstraat nadat zijn zoon Joseph werd erkend als een Ronsese held uit de Eerste Wereldoorlog.

### Onderscheidingen
- Officier in de Kroonorde (België)
- Ridder in de Leopoldsorde (België)
- Ridder in de Legioen van Eer (Chevalier de La Légion d'honneur) (Frankrijk)
- Medische Eer van de Belgische Geneeskundige Federatie

## Publicatie
- De l'emploi des soustractions sanguines